# 恋のアメリカ
「恋のアメリカ」（こいのアメリカ）は、日本のロックバンド・マキシマム ザ ホルモンのシングル。曲名が伏せられた『〇〇〇〇〇〇※』として2023年7月29日にワーナーミュージック・ジャパンよりリリース。

## 解説
前作『これからの麺カタコッテリの話をしよう』から約5年ぶりとなるシングル作品。今作では上ちゃんのクレジット表記が「4弦と歌」となっている。
本作は、タイトルの予想と歌詞の空耳の正解率を競う「ホルモンの新曲 俺にはこう聴こえる選手権!!」と題した企画を開催するため、曲名や歌詞を一切伏せた『〇〇〇〇〇〇※』として、マキシマム ザ ホルモンのファンが働く飲食店を中心とした「腹ペコえこひいき加盟店」にて2023年7月29日に先行発売、同年8月に期間限定で受注販売を実施。一般流通はなし。リリースにあたり、石井竜也（米米CLUB）、タカアンドトシとアメリカにちなんだ著名人からコメントが寄せられた。
同年8月6日、曲名の発表と同時にミュージック・ビデオを公開。八王子市繋がりできぬた歯科の看板が登場している。マキシマムザ亮君の企画・原案、渡邉直が監督を務めた。同年10月30日、企画の答え合わせ動画が公開された。

## 収録
| 全作詞・作曲: マキシマムザ亮君。 |                                    |                  |                  |      |
| #                                | タイトル                           | 作詞             | 作曲・編曲       | 時間 |
| 1.                               | 「恋のアメリカ」                   | マキシマムザ亮君 | マキシマムザ亮君 | 4:57 |
| 2.                               | 「恋のきなこ私にもってきなさいっ」 | マキシマムザ亮君 | マキシマムザ亮君 | 1:53 |
| 3.                               | 「-」                              | マキシマムザ亮君 | マキシマムザ亮君 | 1:18 |
| 合計時間:                        | 合計時間:                          | 8:08             |                  |      |

### 楽曲解説
恋のアメリカ
上ちゃん（"上原 太"名義）が「COMPOSE SUPPORT」としてクレジットされている。
恋のきなこ私にもってきなさいっ
原曲は3rdアルバム『ロッキンポ殺し』収録の「恋のきなこ私にください」。リアレンジにあたり、上ちゃん（"上原 太"名義）が「COMPOSE SUPPORT」としてクレジットされている。